# What a Life (EP)
What a Life là mini-album đầu tay của Exo-SC, nhóm nhỏ chính thức thứ hai của nhóm nhạc nam Hàn–Trung Quốc Exo. Album được SM Entertainment phát hành vào ngày 22 tháng 7 năm 2019 và bao gồm sáu bài hát, trong đó có ba đĩa đơn.

## Bối cảnh và phát hành
Ngày 5 tháng 6 năm 2019, Chanyeol và Sehun được công bố là sẽ ra mắt với tư cách nhóm nhỏ thứ hai của Exo, cũng như đang chuẩn bị phát hành một album vào tháng 7. Ngày 28 tháng 6, tựa đề của album được tiết lộ là What a Life. Ngày 12 tháng 7, album được thông báo là sẽ có ba đĩa đơn, và đã được sản xuất bởi Gaeko và Devine Channel. Chanyeol và Sehun cũng đã tham gia sáng tác và sản xuất album. Ngày 20 tháng 7, video âm nhạc của "Just us 2" được phát hành. Ngày 22 tháng 7, What a Life được phát hành đồng thời với video âm nhạc của bài hát chủ đề. Sau đó video âm nhạc của "Closer to You" được phát hành vào ngày 26 tháng 7.

## Quảng bá
Exo-SC biểu diễn "What a Life" và "Closer to You" lần đầu tiên trong chuyến lưu diễn thứ năm của Exo EXO Planet #5 - The EXplOration vào ngày 19 tháng 7, và sau đó tiếp tục biểu diễn hai bài hát trong tất cả các buổi diễn còn lại của chuyến lưu diễn. Nhóm đã tổ chức một showcase họp báo ra mắt album vào ngày 22 tháng 7 tại Seogyo-dong, Mapo-gu, Seoul. Cùng ngày, nhóm cũng tổ chức một showcase dành cho người hâm mộ cùng với Gaeko.

## Danh sách bài hát
Thông tin được lấy từ Melon và Apple Music.
| STT              | Nhan đề                                                          | Phổ lời                                                  | Phổ nhạc                                           | Phối khí                                     | Thời lượng |
| ---------------- | ---------------------------------------------------------------- | -------------------------------------------------------- | -------------------------------------------------- | -------------------------------------------- | ---------- |
| 1.               | "What a Life"                                                    | Gaeko Loey Sehun                                         | Gaeko Devine-Channel Aris Maggiani                 | Devine-Channel Aris Maggiani                 | 3:23       |
| 2.               | "Just Us 2" (있어 희미하게; isseo huimihage) (hợp tác với Gaeko) | Gaeko Boi B Loey Sehun                                   | Gaeko GRAY DAX                                     | GRAY DAX                                     | 3:18       |
| 3.               | "Closer to You" (부르면 돼; buleumyeon dwae)                     | Gaeko Hangzoo Loey Sehun                                 | Gaeko Devine-Channel                               | Devine-Channel                               | 3:07       |
| 4.               | "Borderline" (선; seon)                                          | Gaeko Loey Sehun                                         | Gaeko Devine-Channel Mike Dupree                   | Devine-Channel Mike Dupree                   | 2:39       |
| 5.               | "Roller Coaster" (롤러코스터; lolleokoseuteo)                    | Studio 519 (Loey, MQ, Jeon Yong-joon, Yunji) Sehun Gaeko | Studio 519 (Loey, MQ, Jeon Yong-joon, Yunji) Sehun | Studio 519 (Loey, MQ, Jeon Yong-joon, Yunji) | 3:10       |
| 6.               | "Daydreamin'" (夢; mèng)                                         | Studio 519 (Loey, MQ, Jeon Yong-joon, Yunji) Sehun       | Studio 519 (Loey, MQ, Jeon Yong-joon, Yunji) Sehun | Studio 519 (Loey, MQ, Jeon Yong-joon, Yunji) | 4:31       |
| Tổng thời lượng: | Tổng thời lượng:                                                 | Tổng thời lượng:                                         | Tổng thời lượng:                                   | Tổng thời lượng:                             | 20:08      |

## Bảng xếp hạng

### Bảng xếp hạng hàng tuần
| Bảng xếp hạng (2019)                 | Thứ hạng cao nhất |
| ------------------------------------ | ----------------- |
| Album nhạc số Pháp (SNEP)            | 29                |
| Album Nhật Bản (Oricon)              | 19                |
| Hot Albums Nhật Bản(Billboard Japan) | 26                |
| Album Ba Lan (ZPAV)                  | 43                |
| Album Hàn Quốc (Gaon)                | 1                 |
| Album Anh Quốc Digital (OCC)         | 78                |
| Independent Albums Anh (Billboard)   | 32                |
| Top Heatseekers Mỹ (Billboard)       | 10                |
| World Albums Mỹ (Billboard)          | 8                 |

### Bảng xếp hạng cuối năm
| Bảng xếp hạng (2019)  | Thứ hạng |
| --------------------- | -------- |
| Album Hàn Quốc (Gaon) | 12       |

## Giải thưởng
| Năm  | Lễ trao giải                  | Hạng mục     | Kết quả   | Tham khảo |
| ---- | ----------------------------- | ------------ | --------- | --------- |
| 2020 | Golden Disc Awards lần thứ 34 | Disc Bonsang | Đoạt giải | [ 26 ]    |
| 2020 | Golden Disc Awards lần thứ 34 | Disc Daesang | Đề cử     | [ 26 ]    |

## Doanh số
| Khu vực    | Doanh số |
| ---------- | -------- |
| Hàn Quốc   | 412.029  |
| Trung Quốc | 300.000  |
| Nhật Bản   | 5.436    |
| Mỹ         | 1.000    |

## Lịch sử phát hành
| Khu vực       | Ngày phát hành      | Định dạng         | Hãng đĩa                 |
| ------------- | ------------------- | ----------------- | ------------------------ |
| Hàn Quốc      | 22 tháng 7 năm 2019 | CD nhạc số stream | SM Entertainment Dreamus |
| Nhiều khu vực | 22 tháng 7 năm 2019 | stream            | SM Entertainment         |